# Bismarckturm (Aumühle)
| Bismarckturm Aumühle   | Bismarckturm Aumühle                                               |
| Daten                  | Daten                                                              |
| ---------------------- | ------------------------------------------------------------------ |
| Baujahr:               | 1898–1899                                                          |
| Architekt:             | Hermann Schomburgk                                                 |
| Turmhöhe:              | 27 m                                                               |
| Behälterart:           | Flachboden                                                         |
| Volumen des Behälters: | 90 m³                                                              |
| Stilllegung:           | 1985/1986                                                          |
| Ursprüngliche Nutzung: | Reserve für die Wasserversorgung, Konstanthaltung des Wasserdrucks |
| Heutige Nutzung:       | Gemeindebücherei                                                   |

Der Bismarckturm in Aumühle ist einer der zahlreichen Türme, die Ende des 19. Jahrhunderts in ganz Deutschland und in abhängigen Gebieten zum Gedenken an den Reichskanzler Otto von Bismarck errichtet wurden.

## Geschichte
Auf Initiative von Emil Specht (Kaufmann) (1846–1926), einem Verehrer Bismarcks und Eigentümer der Villenkolonie Sachsenwald-Hofriede, wurde der Bismarckturm in Aumühle 1898–1899 nach Plänen des Hamburger Architekten Hermann Schomburgk auf einer Anhöhe errichtet. Die Baukosten betrugen 45.000 Mark. Einschließlich der vier Meter hohen Haube ist der Turm 27 m hoch und hat an der Basis einen Umfang von 28 m.
Der Turm besteht aus verputzten Mauerwerk, das eine Bauweise aus Quadern vortäuschen soll. Die Aussichtsplattform, auf der etwa 60 Personen Platz haben, kann über eine gusseiserne Wendeltreppe im Turminneren erreicht werden.
Der Turm wurde am 12. Juli 1901 eingeweiht. Ein Scheinwerfer auf der Turmhaube wurde bis 1917 zu Bismarcks Geburtstag am 1. April und zur Sonnenwendfeier am 21. Juni eingeschaltet.

## Nutzung

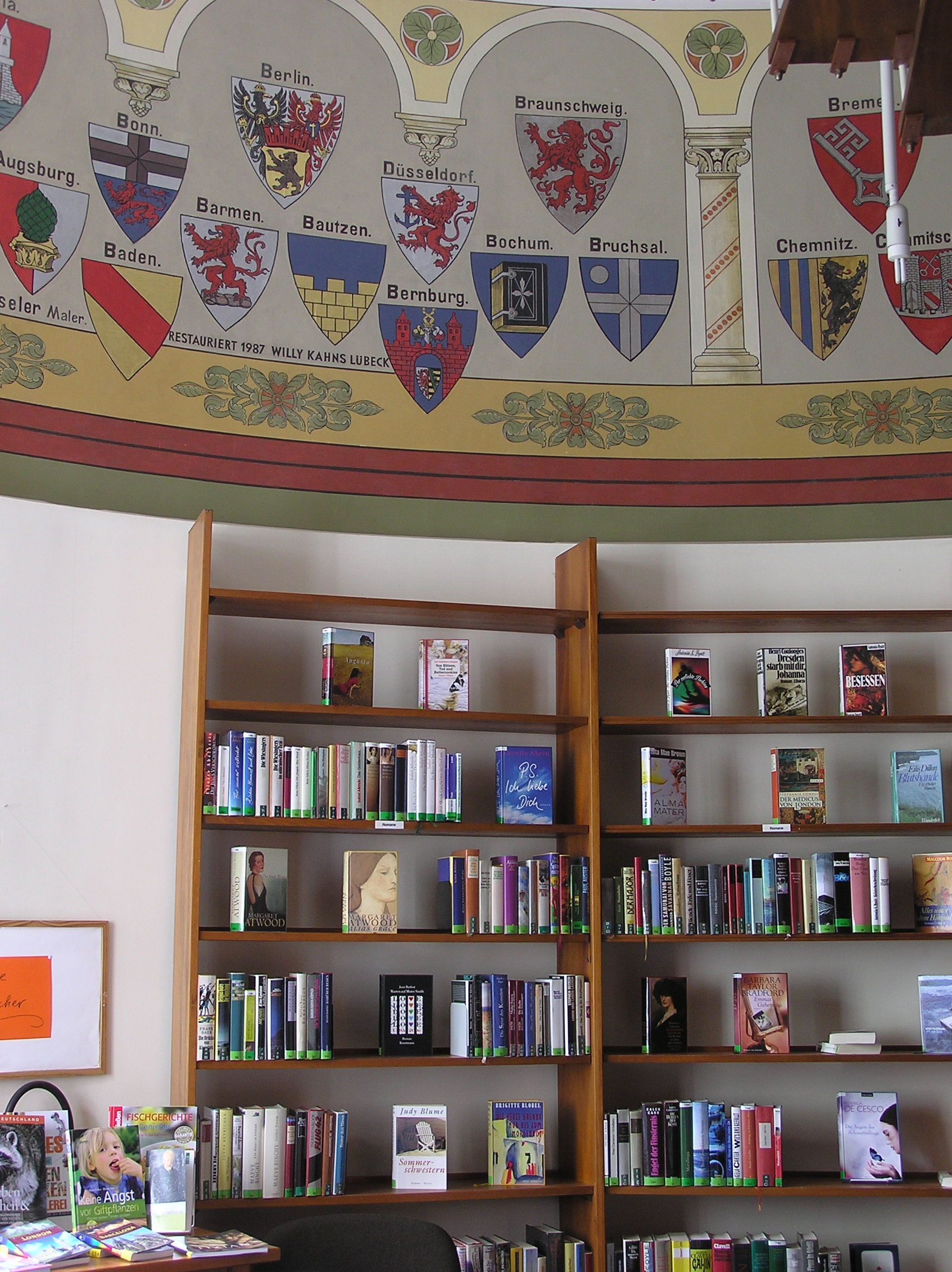
Nutzung als Gemeindebücherei

Der Turm war von Anfang an als Wasser- und Aussichtsturm konzipiert. Unterhalb des Wasserbehälters war im dritten Obergeschoss ein Bismarck-Museum und im zweiten Obergeschoss eine Bismarck-Bibliothek eingerichtet. Der Turm war von morgens 6 Uhr bis zur Dunkelheit geöffnet. Um den Erwerb weiterer Ausstellungsstücke zu ermöglichen, wurde ein Eintrittsgeld von 20 Pfennig erhoben.
Seit 1922 mietete die Gemeinde den Turm für 100 Mark im Jahr zur Nutzung durch das Wasser- und Elektrizitätswerk. 1927 – zwei Jahre nach Spechts Tod – erwarb sie den Turm aus seinem Nachlass. Da die Gemeinde nicht über die finanziellen Mittel verfügte, die Ausstellungsstücke und die Bibliothek ebenfalls zu erwerben, wurden sie an das neue Bismarck-Museum und den Auer-Verlag in Hamburg veräußert, der Turm war nun nicht mehr öffentlich zugänglich. Das Turmwärterhaus wurde zwanzig Jahre später verkauft.
Der Turm wurde nach 1927 von der Gemeinde und einem Südfrüchtehandel als Lagerraum genutzt. Seit 1963 befindet sich die Gemeindebücherei im Erdgeschoss und im ersten Obergeschoss des Turms, 1967 wurde im dritten Obergeschoss ein Gemeindearchiv eingerichtet. Es wird nur ehrenamtlich betreut.
Das 75-jährige Bestehen des Turms wurde 1976 mit einem großen Fest gefeiert.
Seit der umfangreichen Sanierung 1987, die 1,2 Millionen DM gekostet hat, befindet sich das Archiv anstelle des Wasserbehälters im oberen Teil des Turms, nutzt jedoch auch andere Räume für Ausstellungen. Auch die Bücherei bekam ein weiteres Geschoss zugewiesen.
Seit 1998 ist in dem Fahnenmast auf dem Turm ein Mobilfunkantennensystem installiert, das von allen Mobilfunkanbietern gemeinsam betrieben wird. Dazu wurde der Mast mit einem Kunststoffrohr versehen, welches die am Mast montierten Antennen verbirgt. Die dazu nötige Steuerungstechnik ist ca. 15 Meter westlich vom Turm hinter einem damals extra dazu neu angepflanzten Gebüsch installiert.
Im folgenden Jahr wurde der Turm unter Denkmalschutz gestellt.

## Gestaltung der Innenräume

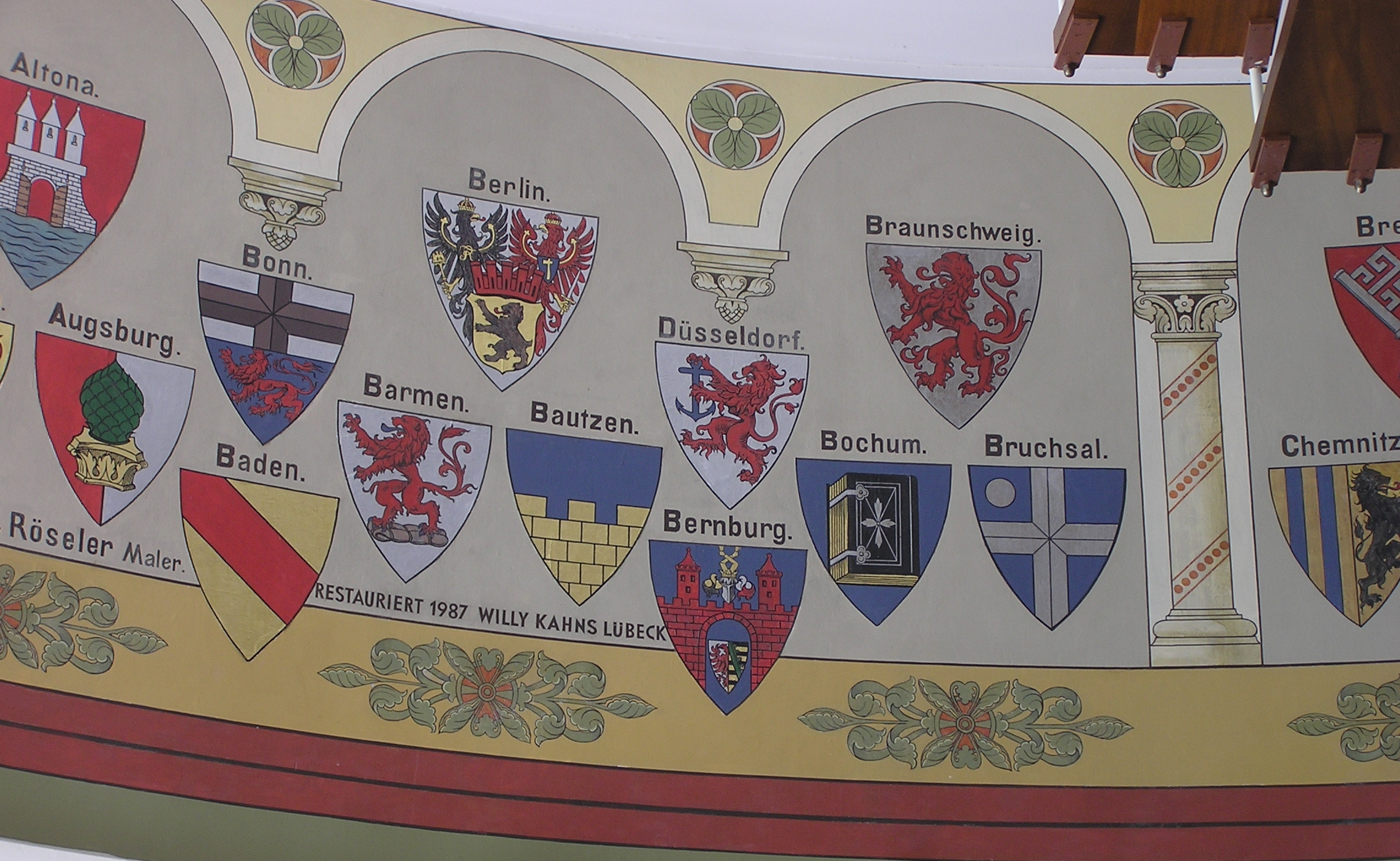
Wappenfries der Städte, in denen Bismarck Ehrenbürger war

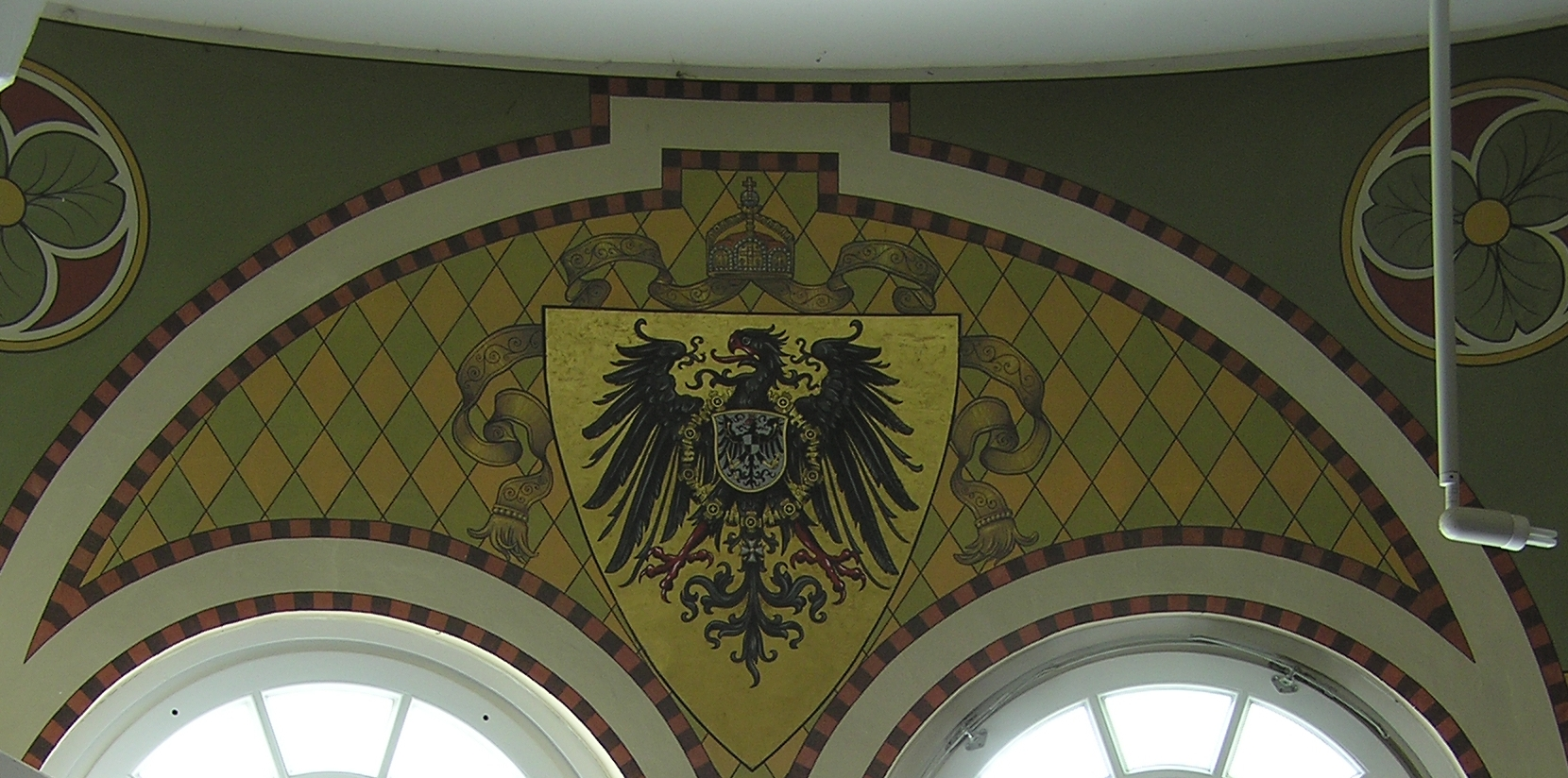
Reichsadler über dem Südwestfenster

Die Innenräume waren mit Wandmalereien versehen, die nur noch teilweise erhalten sind. Im ersten Obergeschoss waren die Namen der 312 Städte, in denen Bismarck Ehrenbürger war, auf die Wände aufgemalt, 70 von ihnen waren mit einem Wappen vertreten. Besonders aufwändig war ein Wappen mit dem Reichsadler gestaltet, das mit Blattgold verziert war. In diesem Raum stand eine Bismarck-Büste, die der Reichskanzler zu seinem 80. Geburtstag von Hamburger Reedern erhalten hatte.
Im zweiten Obergeschoss befindet sich ein Gesims, bis zu dessen Höhe der Raum vertäfelt war. Darüber war ein stilisierter Vorhang als Schablonenmalerei aufgemalt, die heute nur noch in Fragmenten erhalten ist. In Vitrinen wurden hier Bismarck-Erinnerungsstücke ausgestellt.
Das dritte Obergeschoss war ebenfalls mit Wandmalereien versehen, die mit Zitaten Bismarcks geschmückt waren. Hier wurden Bilder des Reichskanzlers ausgestellt.
Eigens angefertigtes Mobiliar war mit dem Wappen Bismarcks versehen.
Die Wandmalereien wurden nach der langen Nutzung als Lagerraum erst wiederentdeckt, als die Schleswag (heute E.ON Hanse) die Versorgung der Stadt übernahm und der inzwischen schadhafte Wasserbehälter ausgebaut wurde. An seiner Stelle befindet sich seit 1987 das Archiv.